# Сестрорецкий железнодорожный вокзал
Сестрорецкий железнодорожный вокзал — памятник архитектуры. Расположен в Сестрорецке (Курортный район Санкт-Петербурга).
Деревянное двухэтажное (с высоким чердаком) здание вокзала станции Сестрорецк было построено по оригинальному проекту, вероятно, П. А. Авенариусом или Бруно Гранхольмом (архитектор неизвестен, но Авенариус занимался обустройством ветки в целом, а здание вокзала напоминает постройку Гранхольма в Озерках) и открыто для пассажиров в 1899 году. Окна здания были двойными, отопление — печным (в зале ожидания стоит белая изразцовая печь финского завода «Або» с цветочным орнаментом). Визит царских особ на вокзал не предполагался, поэтому декор был небогатым — ажурная деревянная решётка балконов и декоративные стропила торцов крыши. На первом этаже были билетные кассы, зал ожидания и буфет. Со вторым этажом, где была гостиница, его соединяла крутая деревянная лестница. Три фасада были акцентированы угловыми ризалитами на две оси с широкими окнами на каждом этаже, балконы располагались между ризалитами на втором этаже, внешний вид западного фасада неизвестен, но согласно планам, ризалитов на нём не было.

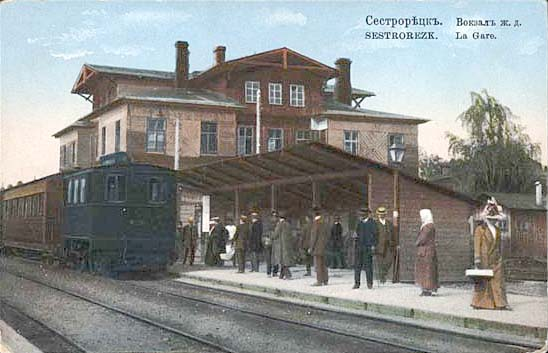
Сестрорецкий вокзал на открытке начала XX века

В 1910—1917 годах вокзал был реконструирован внешне — бревенчатые стены были обшиты вагонкой с имитацией фахверка, трёхстворчатые окна стали двухстворчатыми, были убраны балконы и декоративные стропила, над входом были сделаны дополнительные козырьки, на платформе — павильон-навес для защиты пассажиров от непогоды. Стены были выкрашены в светло-зелёный цвет и обрамлены строгой белой обрешёткой. Между окнами ризалитов на уровне второго этажа вагонка была сделана «ёлочкой».
К концу XX века здание было в плохом состоянии и требовало капитального ремонта. Планировалось построить новый вокзал у второй платформы, а старое здание отреставрировать и передать под краеведческий музей. В этот период были зашиты часть западного фасада и несколько оконных проёмов по южному и восточному фасадам, был утрачен важный для вида здания рисунок-«ёлочка».
В 2004 году во время внешнего ремонта была заменена внешняя вагонка с не соответствующим историческому цветом («фахверк»-элементы стали коричневыми, а основным цветом стал тёмно-зелёный). На втором этаже были убраны перегородки (и в целом планировка здания на протяжении эксплуатации несколько раз менялась в пределах капитальных стен), здание сдавалось в аренду.
Между 2013 и 2015 годами при очередном ремонте основным цветом здания стал бежевый, декоративные элементы были окрашены в тёмно-коричневый. В то же время продолжала обсуждаться идея сноса здания с заменой на новый комплекс (или, после запрета сноса, вариант разобрать его и собрать рядом).
В ноябре 2016 года здание было признано объектом культурного наследия регионального уровня.
При работах в 2017—2018 годах были раскрыты дверные и оконные проёмы, восстановлены козырьки над входами и частично — рисунок вагонки, но 7 февраля 2018 года в здании случился пожар. Кровля и оконные заполнения были отреставрированы в том же году, но козырьки над входами с западной стороны восстанавливать не стали. В августе 2020 года был согласован проект дальнейшей реставрации с восстановлением внешнего вида на 1910 год, заменой деревянных перекрытий на монолитное железобетонное, переоборудованием чердака, укреплением фундамента, утеплением несущих стен. Пол в части интерьеров сделают гранитным. В мае 2022 года был одобрен проект «Ленгипротранса». Работы должны были начаться летом 2023 года, хотя по более раннему предписанию ОАО «РЖД» должно было полностью реконструировать здание до августа 2022 года.